# Günter Dörner
Gerd Günter Dörner (* 13. Juli 1929 in Hindenburg/Schlesien; † 30. März 2018) war ein deutscher Mediziner sowie Professor für Endokrinologie.

## Leben und Wirken

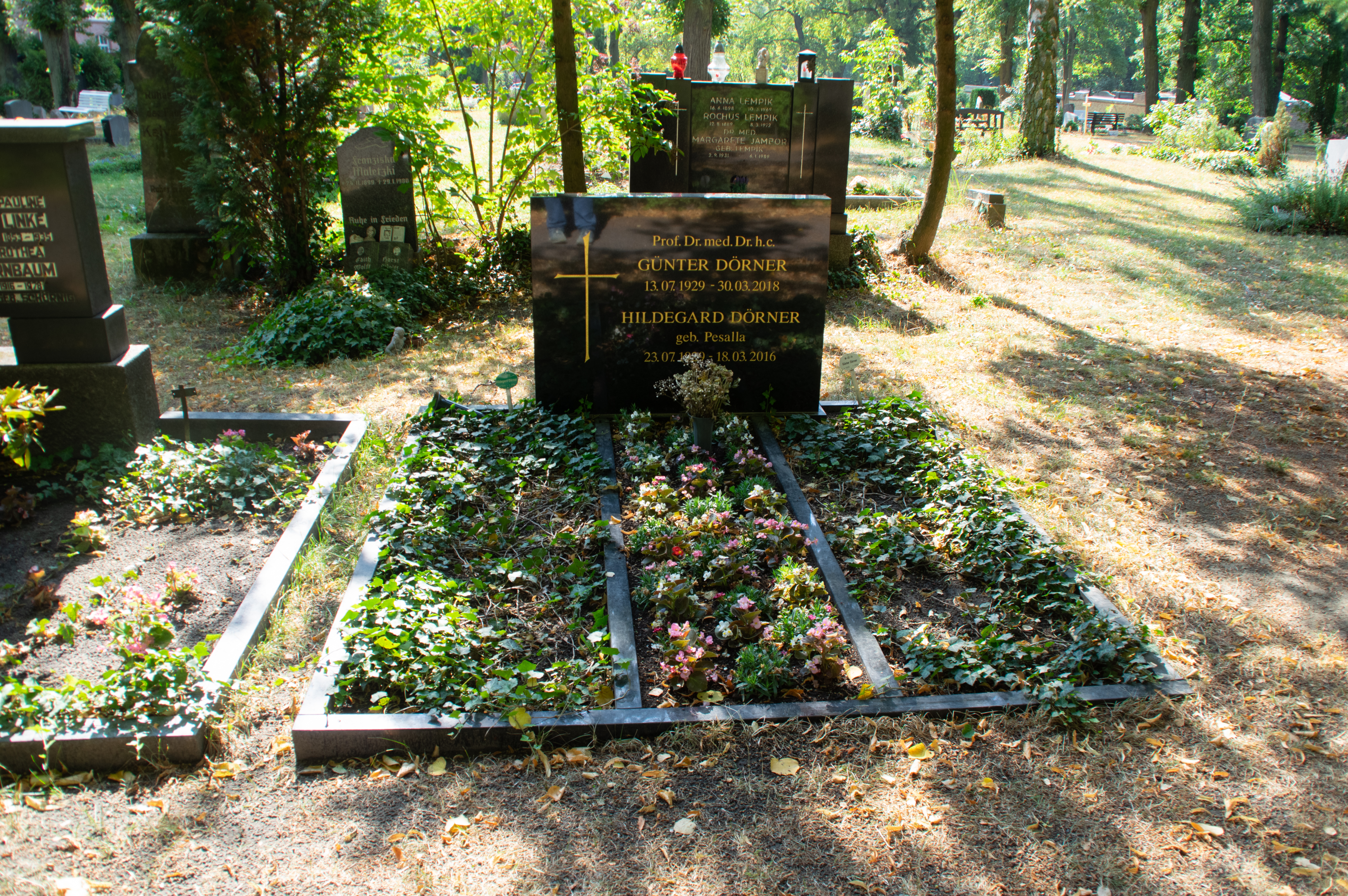
Das Grab von Günter Dörner auf dem St. Hedwig-Friedhof II in Berlin-Pankow (Weißensee)

Nach seinem Abitur in Halberstadt studierte Dörner von 1948 bis 1953 an der Berliner Humboldt-Universität Medizin. Nach Staatsexamen und Promotion 1953 wurde er im Jahr 1954 Assistent der Inneren Medizin an der Charité, von 1954 bis 1956 war er Assistent der Gynäkologie und Geburtshilfe in Fürstenberg/Oder. Im Anschluss erhielt er eine Assistentenstelle für Pathologie in Berlin-Buch.
Seit 1957 war er am Institut für Experimentelle Endokrinologie der Humboldt-Universität zu Berlin tätig, wo er sich 1960 habilitierte und 1964 ordentlicher Professor für Endokrinologie wurde. Seit 1962 leitete er, zunächst kommissarisch und dann bis 1997 als Direktor, das Institut für Experimentelle Endokrinologie. In dieser Zeit gelang es ihm, dem Institut nationales und internationales Profil zu verleihen, unter anderem war er Präsident zahlreicher internationaler Symposien.
Seine Forschungsschwerpunkte lagen auf den Gebieten der Entwicklungsbiologie, funktionellen Teratologie und Neuroendokrinoimmunprophylaxe. Das wissenschaftliche Feld der funktionellen Teratologie, das sich mit Selbstorganisationsprozessen des neuroendokrinen Systems während der Entwicklung des Menschen beschäftigt, wurde durch seine Arbeiten neu entwickelt.
In den frühen 1980er Jahren begründete Dörner zusammen mit Günter Tembrock, Karl-Friedrich Wessel und Hans-Dieter Schmidt das Forschungsprojekt „Biopsychosoziale Einheit Mensch“. Gemeinsam entwickelten sie ein theoretisches Modell und einen kritischen Ansatz für die interdisziplinäre Forschung in den Humanwissenschaften und begründeten damit eine neue Disziplin, die Humanontogenetik.
Nach der deutschen Wiedervereinigung war Dörner Mitglied einer Expertengruppe des Wissenschaftsrates für die Neustrukturierung der ostdeutschen Universitäten. Außerdem war er Mitglied in Struktur- und Berufungskommissionen der Charité.
Von 1975 bis 1992 war er der Chefredakteur des Journals für Experimental and Clinical Endocrinology. Von ihm liegen Publikationen von über 400 Originalarbeiten in renommierten Fachzeitschriften sowie über 50 Buchbeiträge und drei Monographien vor. Dörner war Mitglied der Deutschen Akademie der Naturforscher Leopoldina (seit 1974) und der Internationalen Akademie für Sexualforschung sowie Gründungsmitglied mehrerer internationaler Gesellschaften für Neuroendokrinologie, Psychoneuroendokrinologie, prä- und perinatale Psychologie und Medizin, Entwicklungsbiologie und Gynäkologische Endokrinologie. Außerdem war er Ehrenmitglied zahlreicher internationaler Fachgesellschaften. 1965 erhielt er den Nationalpreis. 1988 wurde ihm von der Teikyō-Universität in Tokio die Ehrendoktorwürde verliehen. Am 4. Oktober 2002 wurde Günter Dörner von Bundespräsident Johannes Rau mit dem Großen Verdienstkreuz des Verdienstordens der Bundesrepublik ausgezeichnet.

## Umstrittene Forschungen und Veröffentlichungen zur Homosexualität
Dörner teilte während seiner Forschungstätigkeit in der DDR mit, er habe Belege dafür gefunden, dass Homosexualität endokrinologische Ursachen haben könne, und forderte deswegen, Homosexualität als natürliche Variation des Sexualverhaltens anzuerkennen, was konform zur gesellschaftlichen und juristischen Haltung der DDR war.
Dörners Forschungsergebnisse basierten dabei unter anderem auf Blutproben, die er auch aus westdeutschen psychiatrischen Universitätskliniken erhalten hatte, deren Mitarbeiter wissenschaftlich interessiert waren, aber ihre Patienten über diese Verwendung nicht aufgeklärt hatten. Vermutlich deswegen unterstellte ihm die westdeutsche Gesellschaft für Sozialwissenschaftliche Sexualforschung in den 1980er Jahren, er wolle Homosexualität auf endokrinologischer Basis verhindern.
Auf Dörners Initiative und auf der Basis seiner Forschungsergebnisse brachte am 9. März 1989 der International Congress of the International Society of Prenatal and Perinatal Psychology and Medicine in Jerusalem bei der Weltgesundheitsorganisation eine Empfehlung ein, dass Homosexualität von ihr nicht länger als Krankheit betrachtet werden solle. 1991 strich die WHO Homosexualität aus der Internationalen Klassifikation der Krankheiten (ICD).
Gegen die Auszeichnung mit dem Bundesverdienstkreuz erhob die Magnus-Hirschfeld-Gesellschaft Protest, da sie Zweifel an Dörners wissenschaftlicher Herangehensweise an das Thema Homosexualität hegte.

## Veröffentlichungen (Auswahl)
- Über die Abhängigkeit der Östradiolbenzoatwirkung auf die somato- und gonadotrope Hypophysenfunktion von der Behandlungsdauer und dem Dosenwechsel. Dissertation. Berlin 1953.
- Tierexperimentelle und klinische Untersuchungen über den Wirkungsmechanismus von Diäthylstilböstroldiphosphat beim Prostatakarzinom. Habilitation. Berlin 1960.
- Endokrinologie. Vorträge aus einem Fortbildungslehrgang 1966 der Deutschen Akademie für Ärztliche Fortbildung. Verlag Volk und Gesundheit VEB, Berlin 1968.
- Sexualhormonabhängige Gehirndifferenzierung und Sexualität. VEB Fischer Verlag, Jena 1972; Springer, Wien/New York 1972, ISBN 3-211-81036-6.
- (Hrsg.) Endocrinology of sex. Differentiation and neuroendocrine regulation in the hypothalamo-hypophysical-gonadal-system. Proceedings of the symposium, with international participation, Berlin, GDR, 20.–23. 9. 1972. Barth, Leipzig 1974.
- mit S. M. McCann & L. Martini (Hrsg.): Systemic hormones, neurotransmitters and brain development. Karger, Basel [u. a.] 1986, ISBN 3-8055-4287-9.
- Die Natur des Menschen. Die Bedeutung der hormonabhängigen Gehirnentwicklung für die Ontogenese. Präsidium der Urania, Berlin 1988
- mit Karl-Friedrich Wessel, Kurt S. Zänker, Günter Tembrock und Friedrich Vogel: Genom und Umwelt. Kleine, Bielefeld 2001, ISBN 3-89370-350-0.
- mit Klaus-Diethart Hüllemann, Günter Tembrock, Karl-Friedrich Wessel und Kurt S. Zänker: Menschenbilder in der Medizin. Medizin in den Menschenbildern. Kleine, Bielefeld 2001, ISBN 3-89370-318-7.